# Ernest Stroobants
 (août 2022).
Si vous disposez d'ouvrages ou d'articles de référence ou si vous connaissez des sites web de qualité traitant du thème abordé ici, merci de compléter l'article en donnant les références utiles à sa vérifiabilité et en les liant à la section « Notes et références ».
 (août 2022).
La mise en forme du texte ne suit pas les recommandations de Wikipédia : il faut le « wikifier ».
Les points d'amélioration suivants sont les cas les plus fréquents. Le détail des points à revoir est peut-être précisé sur la page de discussion.
- Les titres sont pré-formatés par le logiciel. Ils ne sont ni en capitales, ni en gras.
- Le texte ne doit pas être écrit en capitales (les noms de famille non plus), ni en gras, ni en italique, ni en « petit »…
- Le gras n'est utilisé que pour surligner le titre de l'article dans l'introduction, une seule fois.
- L'italique est rarement utilisé : mots en langue étrangère, titres d'œuvres, noms de bateaux, etc.
- Les citations ne sont pas en italique mais en corps de texte normal. Elles sont entourées par des guillemets français : « et ».
- Les listes à puces sont à éviter, des paragraphes rédigés étant largement préférés. Les tableaux sont à réserver à la présentation de données structurées (résultats, etc.).
- Les appels de note de bas de page (petits chiffres en exposant, introduits par l'outil «  Source ») sont à placer entre la fin de phrase et le point final[comme ça].
- Les liens internes (vers d'autres articles de Wikipédia) sont à choisir avec parcimonie. Créez des liens vers des articles approfondissant le sujet. Les termes génériques sans rapport avec le sujet sont à éviter, ainsi que les répétitions de liens vers un même terme.
- Les liens externes sont à placer uniquement dans une section « Liens externes », à la fin de l'article. Ces liens sont à choisir avec parcimonie suivant les règles définies. Si un lien sert de source à l'article, son insertion dans le texte est à faire par les notes de bas de page.
- La présentation des références doit suivre les conventions bibliographiques. Il est recommandé d'utiliser les modèles {{Ouvrage}}, {{Chapitre}}, {{Article}}, {{Lien web}} et/ou {{Bibliographie}}. Le mode d'édition visuel peut mettre en forme automatiquement les références.
- Insérer une infobox (cadre d'informations à droite) n'est pas obligatoire pour parachever la mise en page.

Pour une aide détaillée, merci de consulter Aide:Wikification.
Si vous pensez que ces points ont été résolus, vous pouvez retirer ce bandeau et améliorer la mise en forme d'un autre article.
 (août 2022).
Ernest Stroobants est un artiste belge, sculpteur portraitiste, actif à Liège dans le second tiers du XXe siècle. Formé dans l’atelier de l’artiste Gustave Paredis, il fréquente l’Académie de Liège en cours du soir. Il est admis dans un groupe d’artistes et d’intellectuels L’Atelier de la cour des Minimes, dirigé par le peintre Marcel Defize. Membre du parti communiste, il mènera des missions de résistance pendant la guerre. Membre de l’APIAW (Association pour le Progrès intellectuel et artistique de la Wallonie), il participe à certaines expositions, mais sa première exposition personnelle est organisée en 1966. E. Stroobants est surtout connu par ses trois bas-reliefs du Pont des Arches à Liège (1948). 

## Biographie
Fils du graveur sur bois Auguste Stroobants, originaire d’Herent, et d’Irma Corombelle, Ernest Stroobants voit le jour à Liège le 9 septembre 1909. Il est atteint d’une forte déviation de la colonne vertébrale qui le marquera profondément et le fera souffrir toute sa vie. Il vit avec ses deux parents atteints chacun de surdité. Sa mère, veuve alors qu’Ernest est à peine âgé d’un an, quitte Bruxelles pour Liège où réside la grand-mère maternelle. La petite famille vit dans la précarité et Ernest enregistre de médiocres résultats scolaires : il ne s’intéresse qu’au dessin et à la musique. Lors des cours, il croque le portrait de ses instituteurs et condisciples.
Vers 1923, il est engagé comme apprenti dans l’atelier de Gustave Paredis (1897-1963) et est formé à la sculpture sur bois. D’autre part, de 1923 à 1929, il suit les cours du soir à l’Académie royale des beaux-arts de Liège. Les périodes d’hospitalisation n’empêchent pas G. Paredis de le conseiller et de l’orienter vers la voie de la sculpture en privilégiant la terre glaise. 
En 1934, le peintre Marcel Defize (1906-1978) l’admet dans son groupe d’artistes, L’Atelier de la cour des Minimes, où il est le seul sculpteur. C’est une période où il décide de se cultiver davantage : littérature, esthétique, philosophie, problèmes sociaux. Il étudie la section d’or.
Membre du parti communiste et du front de l’indépendance, E. Stroobants est recherché par la Gestapo pendant la guerre. Il rencontre Anna Goldberg en avril 1942 qu’il épouse en décembre 1944 après avoir partagé des activités clandestines contre l’occupant.
Après la guerre, il figure, pendant quelques années, parmi les sculpteurs de l’A.P.I.A.W. (Association pour le Progrès intellectuel et artistique de la Wallonie) et participe à plusieurs expositions d’ensembles (1947-1949-1951). Il est occupé presque toute l’année 1948 à la réalisation de trois bas-reliefs de la culée gauche du pont des Arches à Liège dont l’architecte est Georges Dedoyard (1897-1988).
Dans les années 1950, il prend goût à la taille directe (pierre et marbre) mais ne délaisse pas la terre cuite sur les conseils de son ami Constant Caron (1901-1984). Il se consacre de moins en moins à la sculpture sur bois, peu rémunératrice.
De 1960 à 1966, il est directeur de la section liégeoise, puis directeur régional de la Discothèque nationale de Belgique.

## Conception de l'art
Ernest Stroobants est un éclopé de la vie dans tous les sens du terme. De santé fragile, son existence n’a pas été facile mais malgré cela, tout en vivant ses contradictions, ses doutes, ses remises en question, il a poursuivi ses idéaux et réalisé des œuvres qui parlent pour lui et qui parlent aux autres. Sens de l’observation, sensibilité exacerbée, souci du détail et du rendu sont quelques marques de fabrique. Il se sert du visage humain en exploitant le « vérisme » pour transmettre ses émotions profondes et sensibles. Il déclare que «Le but du sculpteur est d’exprimer la grandeur humaine, de dire le maximum avec le minimum».

## Œuvres
Le catalogue de ses œuvres en sculpture est assez restreint puisque l’on ne dénombre qu’une cinquantaine de bustes ou de têtes. Certaines resteront dans l’oubli car détruites par l’artiste, rarement satisfait de ses créations.
Si on se souvient de lui, c’est pour évoquer les trois bas-reliefs du pont des Arches à Liège exécutés en 1948 dont il n’était pas pleinement satisfait d’ailleurs. E. Stroobants est considéré comme un portraitiste, un bustier, un chasseur de têtes, ce que l’on appelait par le passé « tailleur d’images ». Les bustes et têtes d’amis, de connaissances et de personnalités liégeoises sont peu ou plus connus. À la vérité, il convient d’insister sur le fait qu’il a peu exposé et donc peu été suivi par les critiques. Sa première exposition personnelle est organisée en 1966, soit trois ans avant son décès. L’exposition mise sur pied au Trésor de la cathédrale de Liège (1er juin-18 septembre 2022) a pour but de pérenniser la mémoire de l’artiste trop tôt disparu.
Ses œuvres sont conservées dans des collections privées mais aussi dans des collections publiques : Fédération Wallonie-Bruxelles, Musée des Beaux-Arts de la Ville de Liège (La Boverie), Secteur Arts plastiques de la Province de Liège, Conservatoire royal de Liège, Maison de la Musique-Musée Danieli à Hoeilaart.

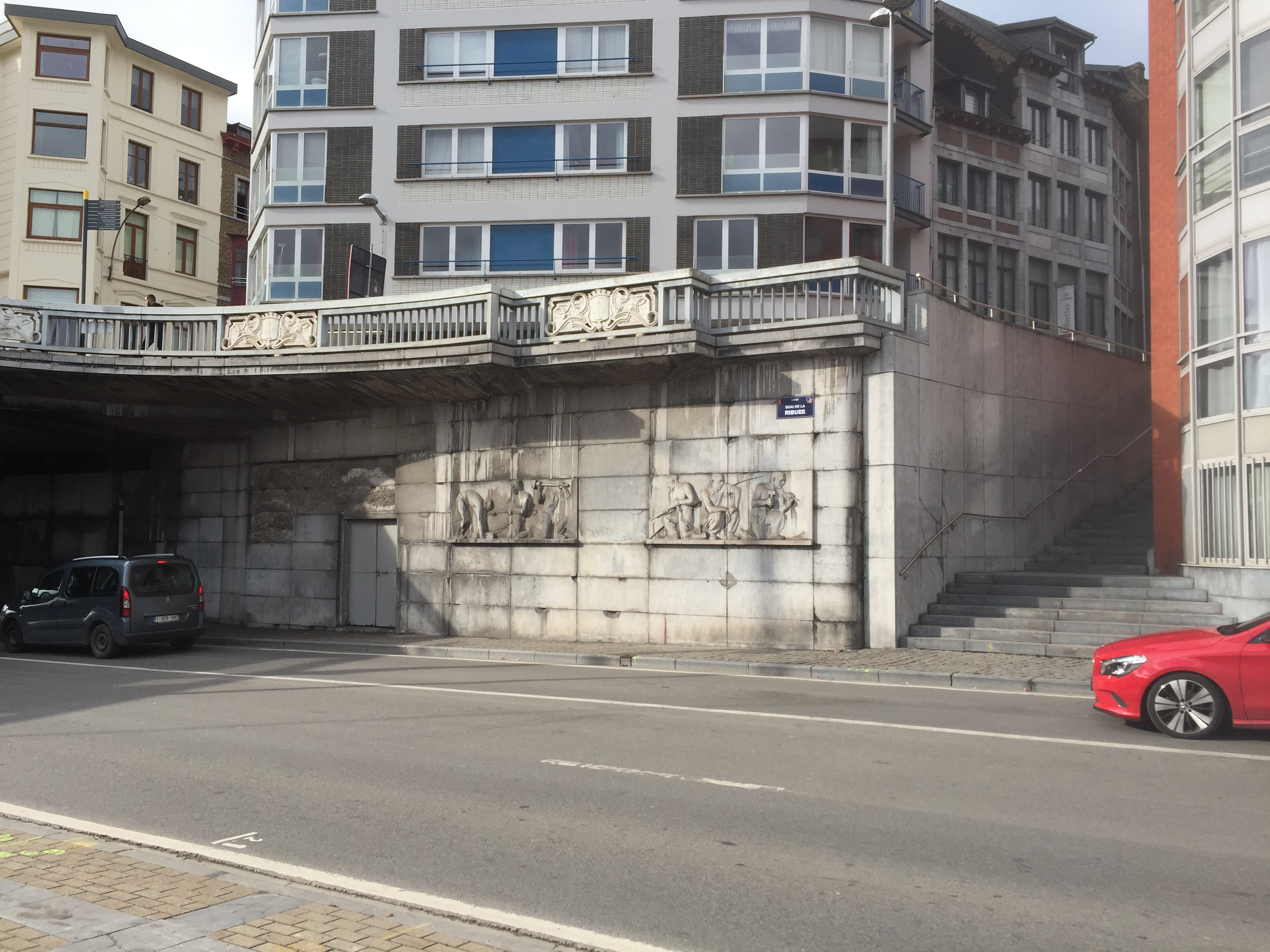
Bas-relief du pont des Arches (1947-1948)
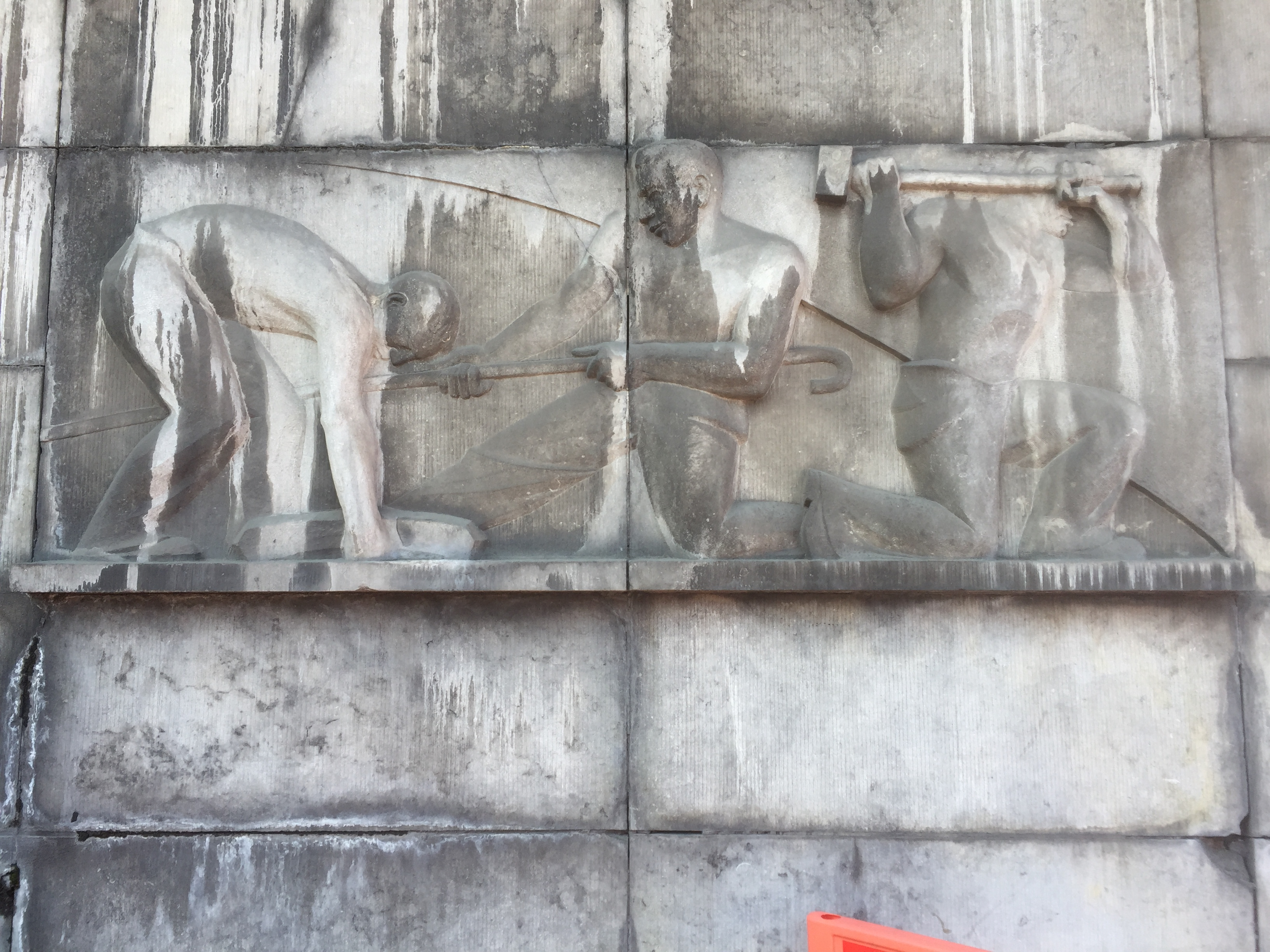
Bas-relief du pont des Arches 2 (1947-1948)
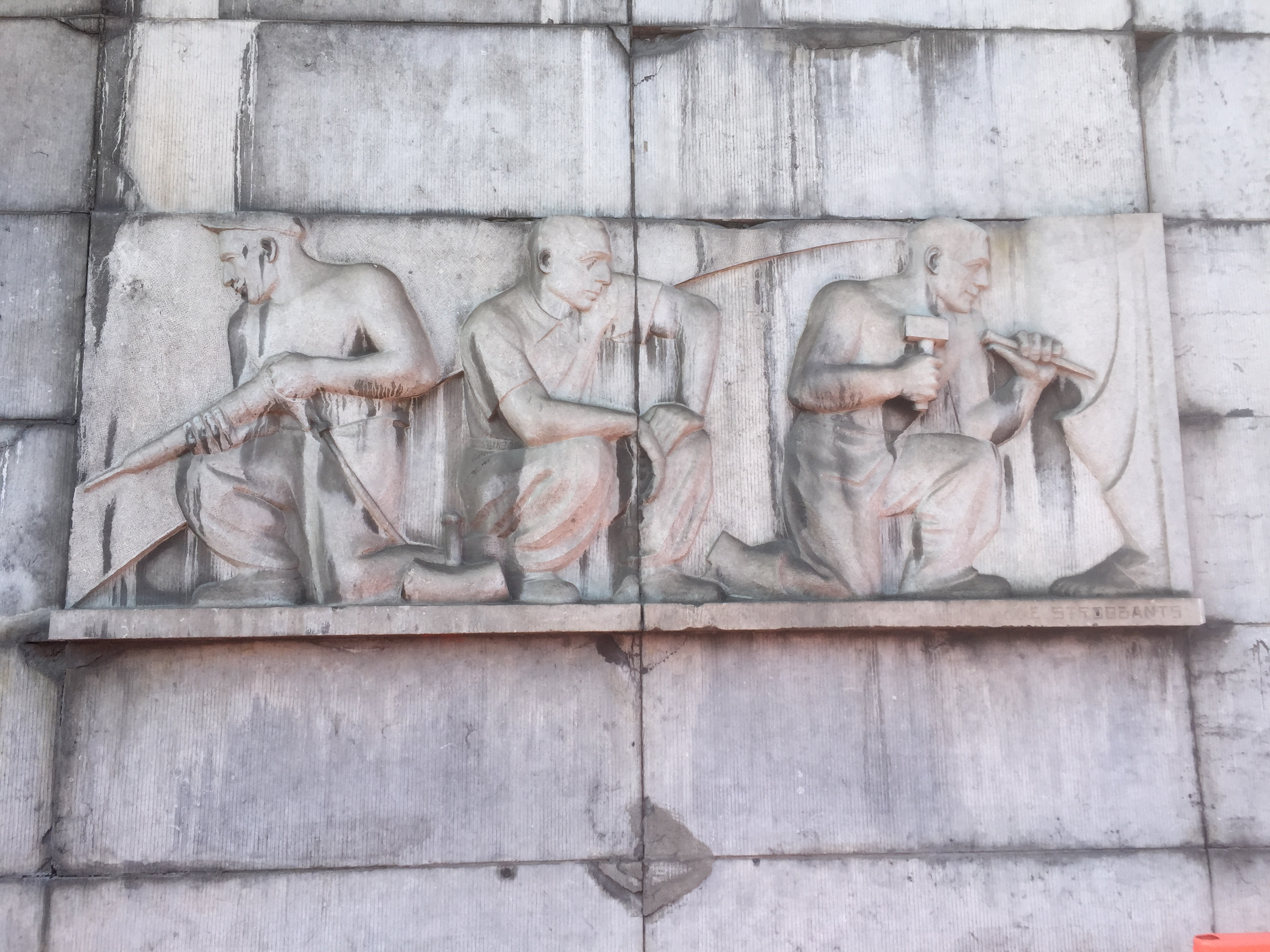
Bas-relief du pont des Arches 1 (1947-1948)
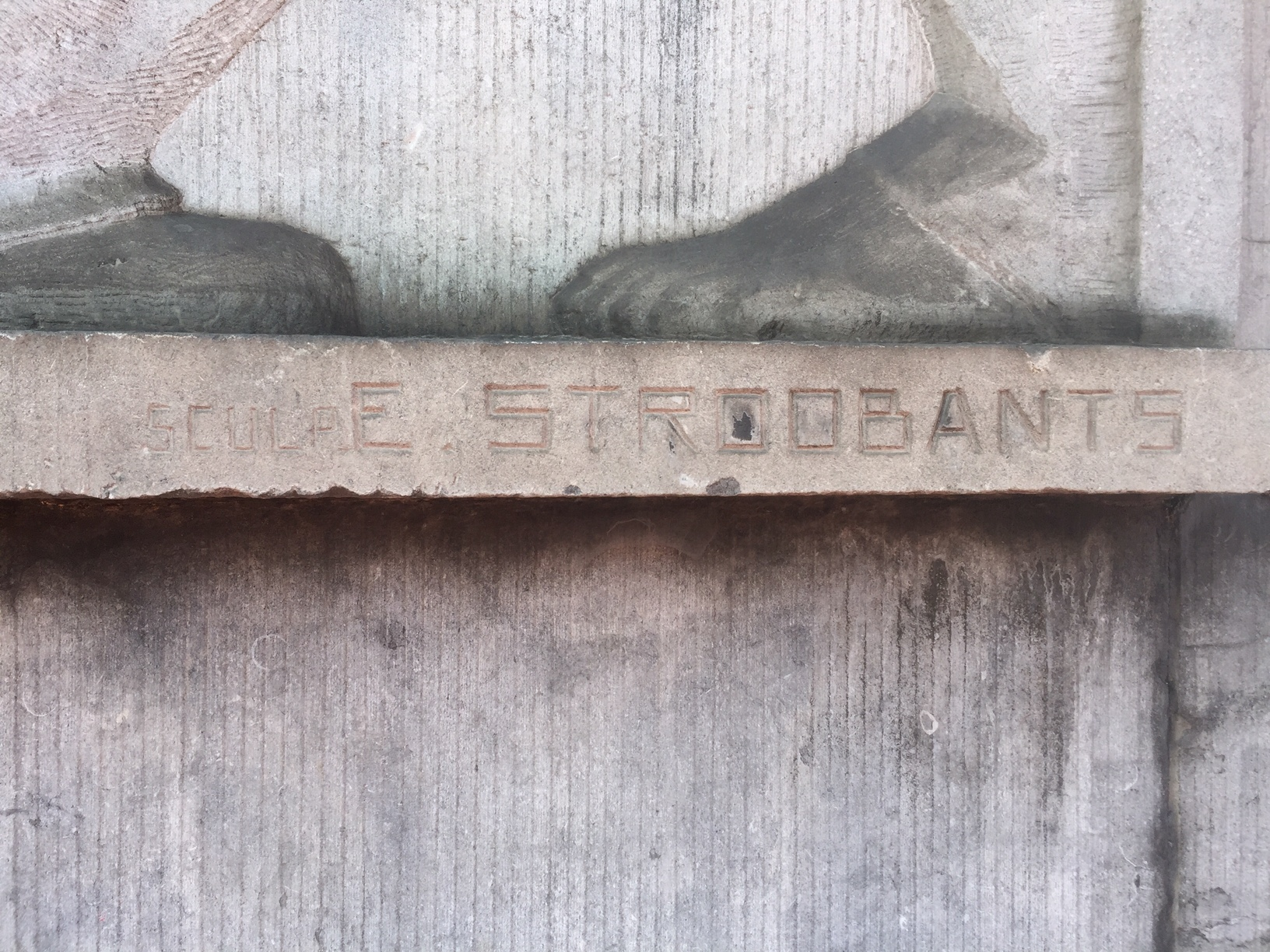
Bas-relief du pont des Arches. Signature (1947-1948)
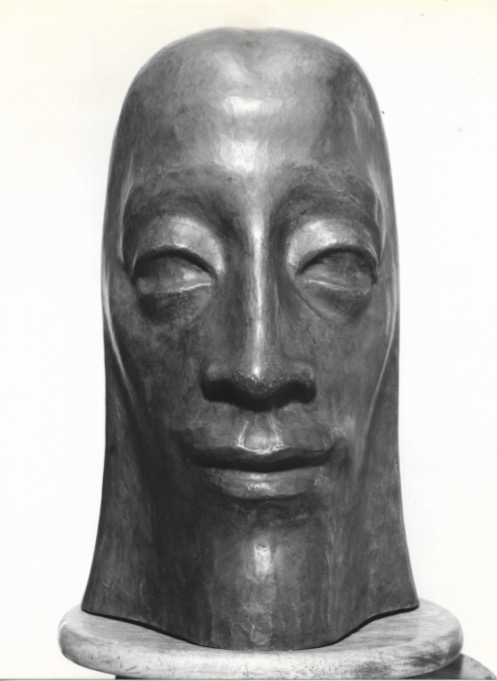
Tête de Christ, 1965
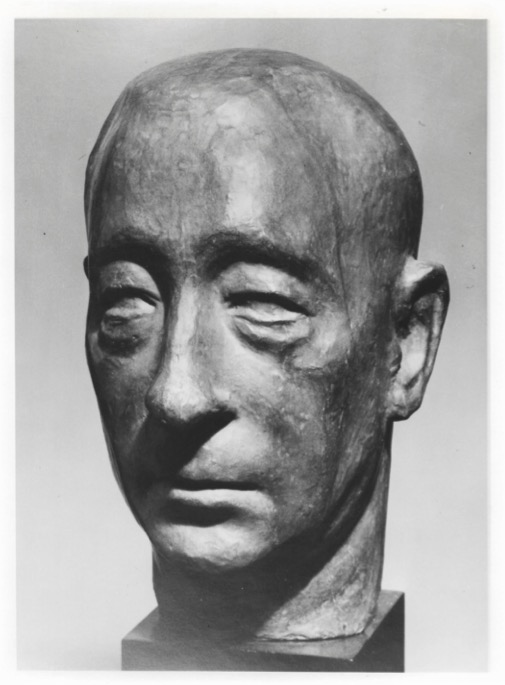
Tête de Constant Caron, 1966
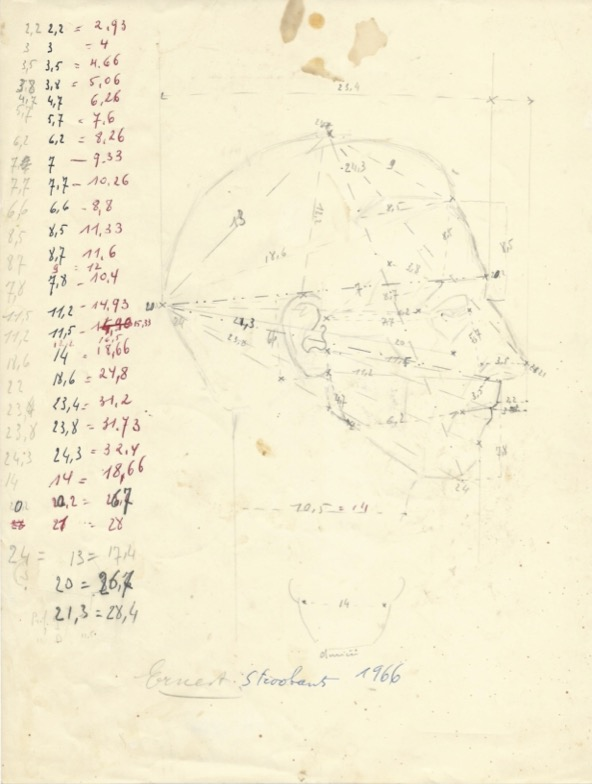
Autoportrait, 1966 (Dessin)
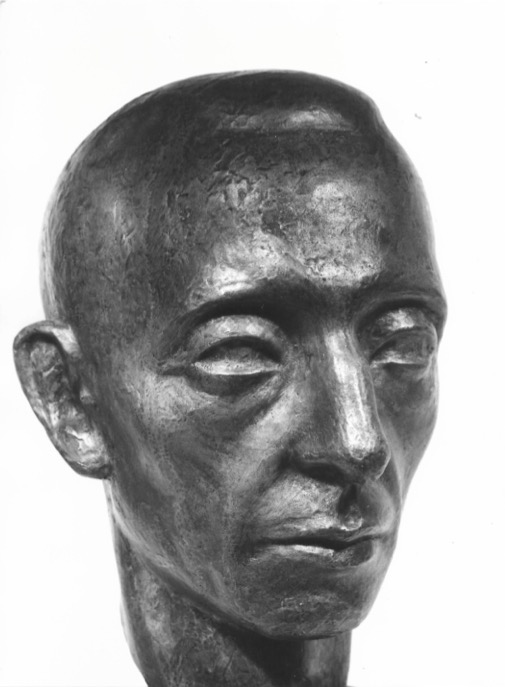
Autoportrait, 1966
- Inauguration du buste de Charles Herman au Conservatoire royal de Liège. Madame Debrugge, Échevine des Beaux-Arts, congratule Ernest Stroobants. Septembre 1963
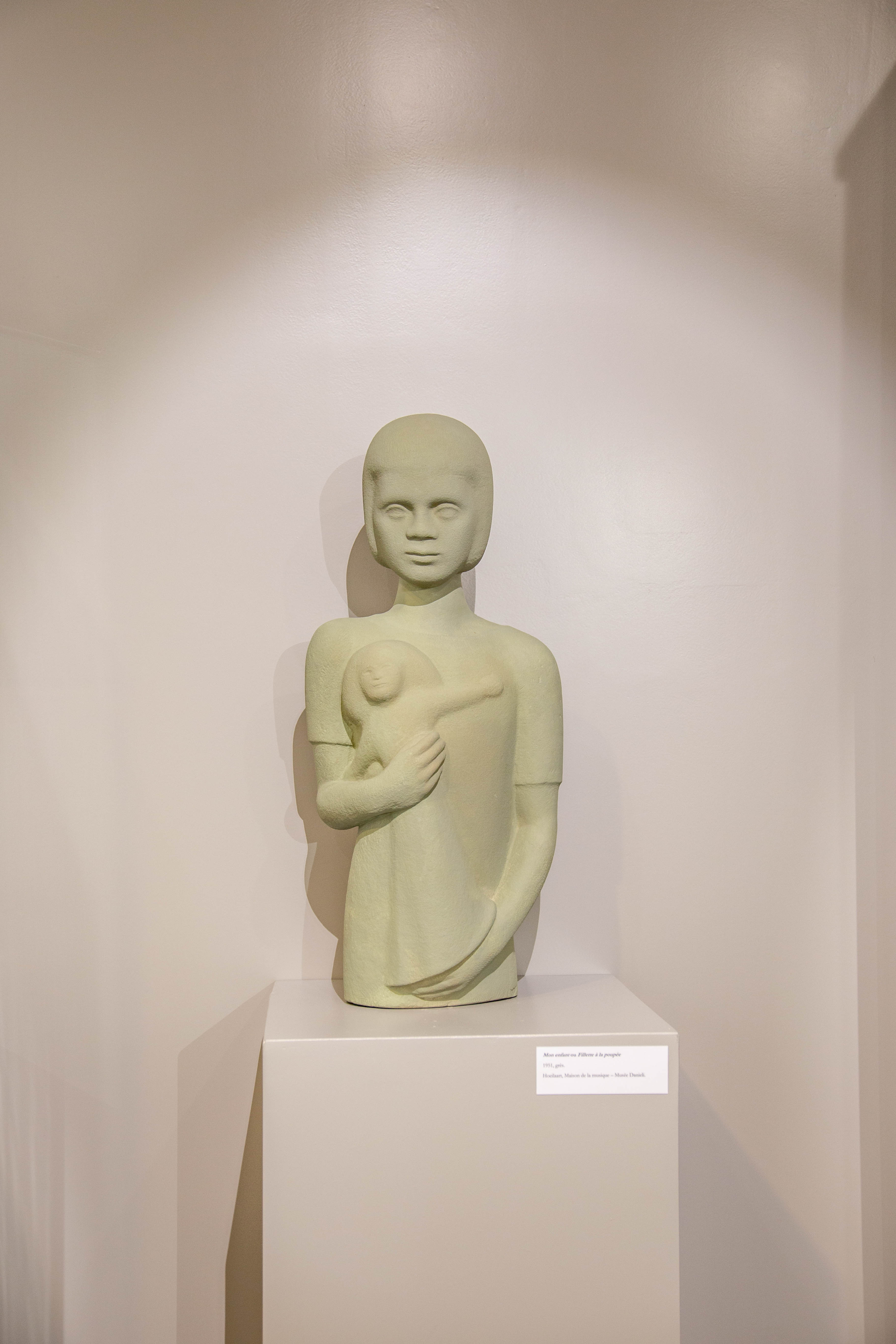
Fillette à la poupée, 1951
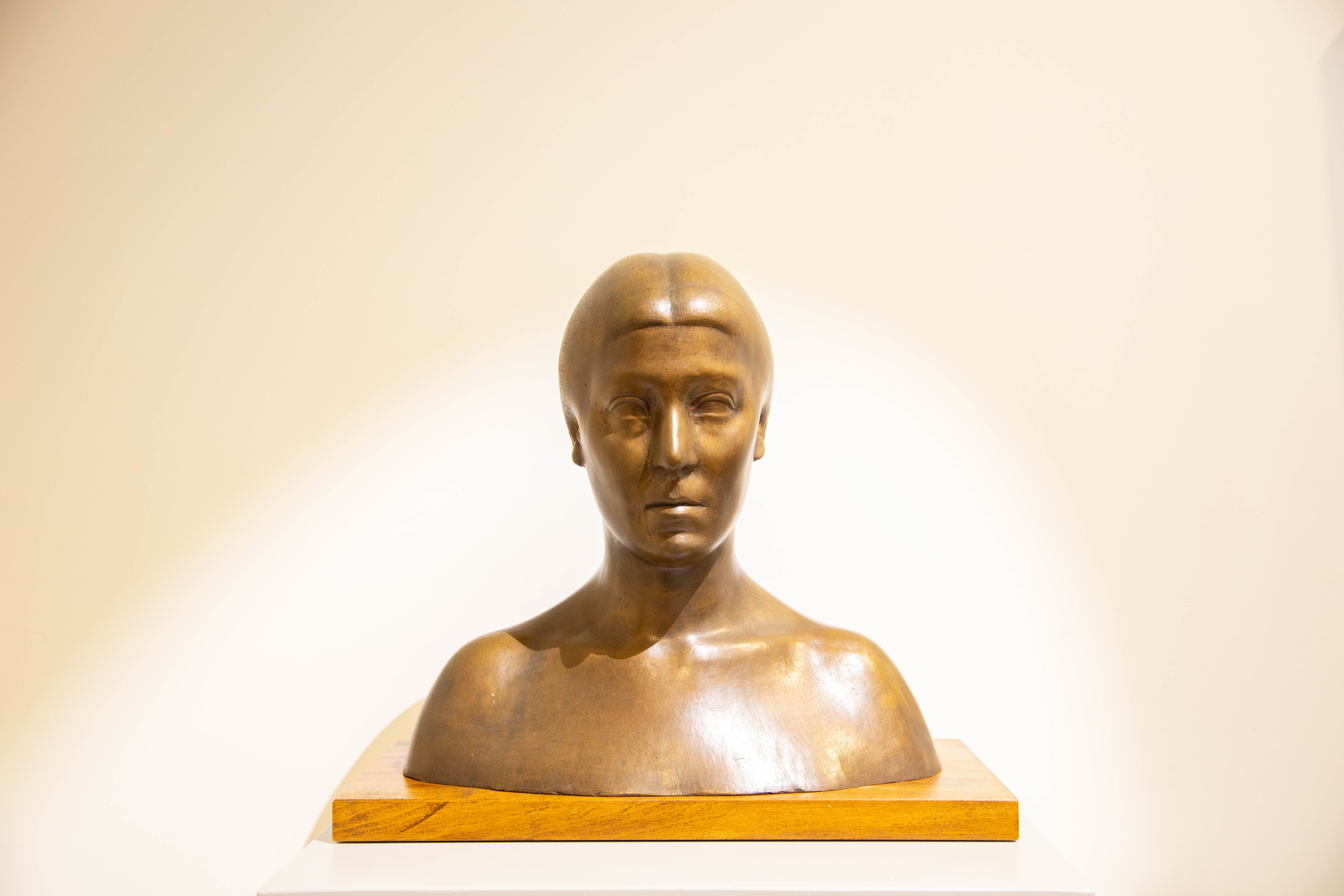
Buste d'Anna, 1959
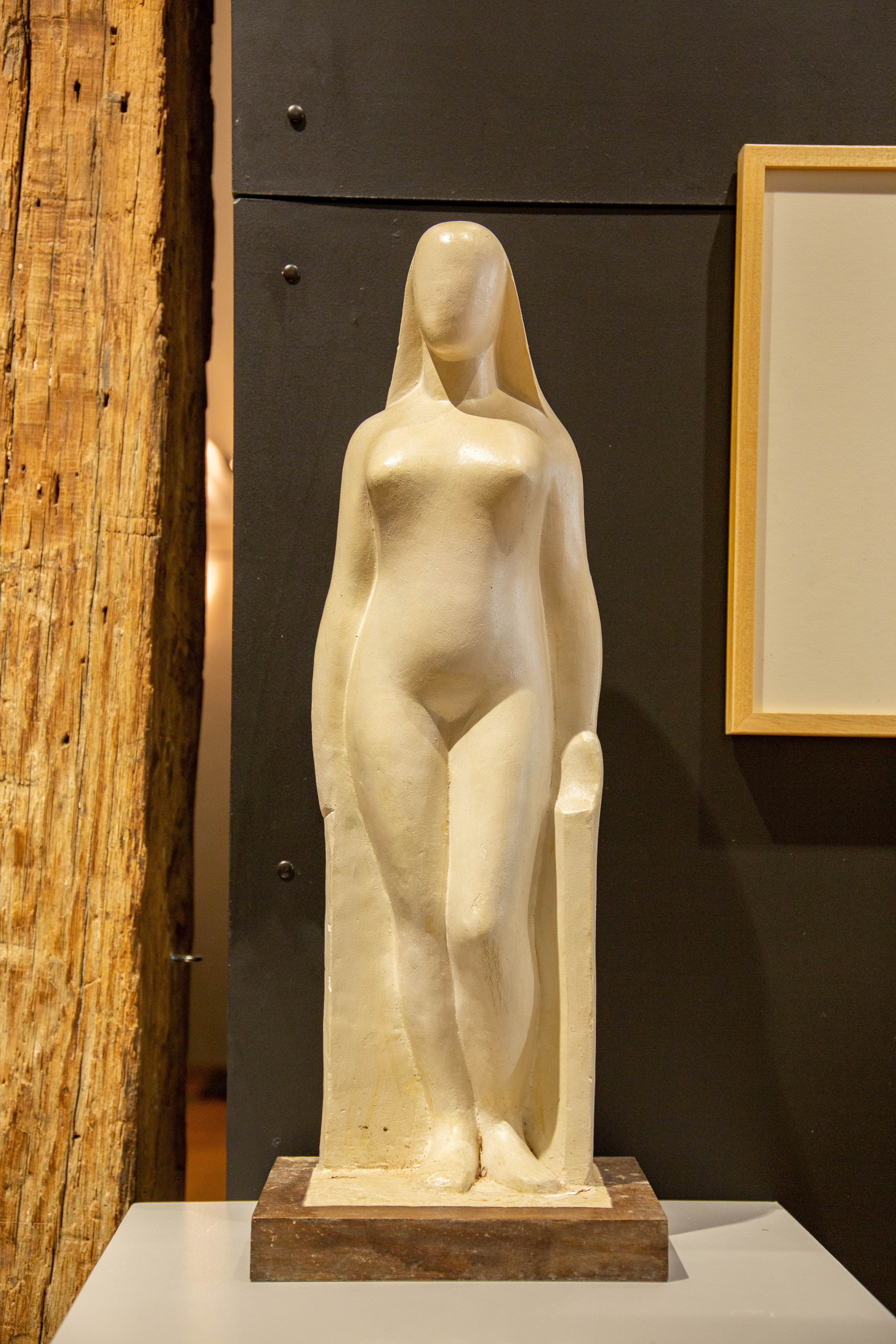
Nu féminin, 1946
Panorama de l'exposition du Trésor de la cathédrale de Liège (2022)
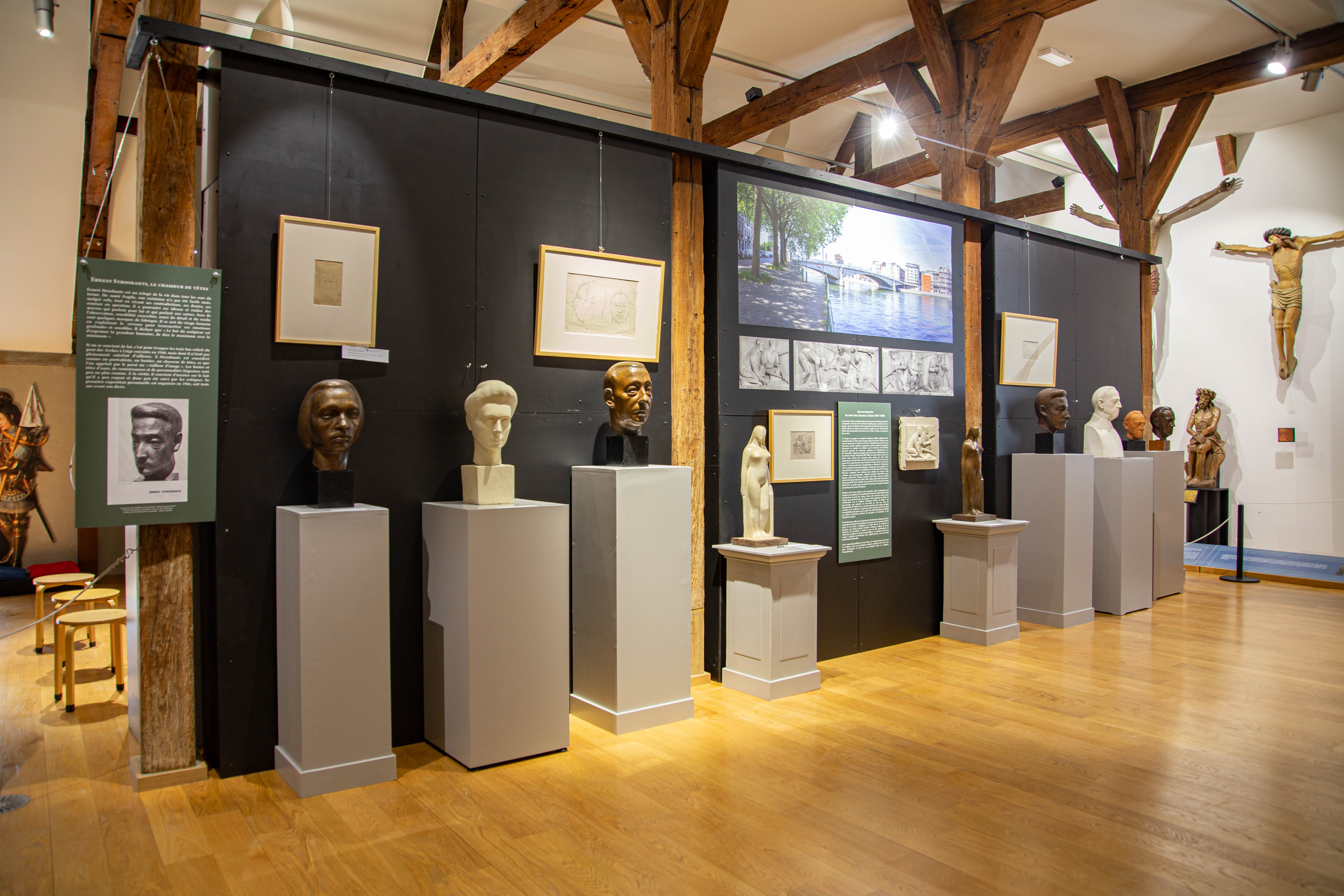
Seconde salle de l'exposition au Trésor de la cathédrale de Liège (2022)

### Sources d'archives
- Ans, Archives des ateliers Menchior.
- Liège, Archives de Madame Simone Gillet (Autobiographie, 1966 ; Autobiographie, 1968 ;  ;  ; B ; Témoignages d’Anna Stroobants-Goldberg ; …).
- Hoeilaart, Archives de la Maison de la musique – Musée Danieli, (Madame Myriam Pascal Poulet).

### Sources imprimées
- Œuvres acquises par le Ministère de la Culture française : 1968 à 1972, Bruxelles, Ministère de la Culture française, 1983, p. 147, 150, no 163, inv. no 10919.
- Musée des Beaux-Arts, Musée de l’Art wallon, Liège, 1958, p. 43.
- S. Alexandre, Ernest Stroobants. Les travaux du pont. Quai de la Ribuée, collection Parcours d’art public, Ville de Liège, F7, s.l.n.d., n.p.
- S. Alexandre, Le sculpteur Ernest Stroobants (1909-1969), dans Revue des historiens de l’art, des archéologues, des musicologues et des orientalistes de l’Université de Liège. Art & Fact (Art et pouvoir), no 14, 1995, pp. 83-102.
- J. Bosmant, Ernest Stroobants, catalogue de l’exposition organisée à la Galerie « Les métiers d’art », [Liège, 1966], n p.
- P. Bovy, Cinquante ans d’art public dans la ville de Liège (1945-1995), mémoire de licence en Histoire de l’Art, Archéologie et Musicologie de l’Université de Liège, année académique 1994-1995, p. 38, 49, 90, 110 et 133.
- Ch. Bury, Histoire du pont des arches, dans Si Liège m’était conté…, no 45, hiver 1972 (décembre-février), pp. 7-25 (p. 21 concernant Ernest Stroobants).
- Engelen-Marx, Beeldhouwkunst in België vanaf 1830, deel III : R-Z, Algemeen Rijksarchief en Rijksarchiev in de provincien, Studia 90, Bestelnummer : publ. 3850, Brussel, 2002, pp.1476-1477.
- Engelen-Marx, La sculpture en Belgique à partir de 1830, tome VI, Leuven, 2006, pp. 3336-3338.
- A. Hormidas, Le pont des Arches, à Liège, dans La Technique des Travaux, vol. 26,  nos 9-10, septembre 1950, pp. 281-292.
- A. Stroobants-Goldberg, Biographie du sculpteur Ernest Stroobants 1909-1969, tapuscrit, janvier 1995.
- J. Toussaint, Ernest Stroobants (1909-1969), sculpteur, dans Actes du 11e Congrès de l’Association des Cercles francophones d’histoire et d’archéologie de Belgique et 58e Congrès de la Fédération des Cercles d’archéologie et d’histoire de Belgique. Congrès de Wallonie picarde. Tournai, organisé par les sociétés d’histoire et d’archéologie d’Ath, Mouscron et Tournai, avec la collaboration du Centre Hannonia. 19-22 août 2021 (20-23 août 2020), tome 1, Tournai, 2021 (2020), pp. 267-268.
- J. Toussaint, Ernest Stroobants (1909-1969). Sculpteur portraitiste, coll. Euclide de l’asbl Art Research Institute, 3, Jambes, 2022, 96 p.